# Голі чиновники
Голі чиновники (кит. спр. 裸体官员, піньїнь: luŏtĭ guānyuán; або скорочено кит. спр. 裸官, піньїнь: luŏ guān) — китайський неологізм, який вживається для позначення державних службовців, сім'ї яких проживають за межами країни, та майно яких також виведено за межі країни та зареєстровано не на самих чиновників, а на членів їх сімей. У перекладі іноді називаються також «голими багатіями».
Хоча розміщення майна за кордоном та проживання сім'ї за межами країни не говорить про те, що чиновник обов'язково є корупціонером, уряд КНР розглядає таких чиновників як схильніших до прийняття хабара, тому існують постанови про заборону зайняття посад певного рівня для «голих чиновників». На практиці, проте, за оцінками Академії суспільних наук КНР, близько 40% чиновників подружжя і дітей живуть поза материковим Китаєм.
Так, у червні 2014 владою КНР оголошено про завершення двомісячного антикорупційного розслідування в провінції Гуандун, за результатами якого виявилося, що дружини та діти за кордоном живуть у понад тисячі чиновників.
За даними Міністерства комерції КНР, у 1978-2003 з КНР втекло близько 4 000 корумпованих чиновників, вивезши в цілому близько 50 мільярдів USD. Багато хто з них спочатку відправляли за кордон своїх дружин і дітей, потім переказували тим гроші і їхали самі.
У 2021 в рамках операції «Небесна мережа 2021» до Китаю екстрадовано 1273 особи, які переховувалися за кордоном. «Центральна координаційна група по боротьбі з корупцією» запустила операцію 2022 «Небесна мережа 2022» з упіймання втікачів і повернення викрадених коштів.